# Elias Uzamukunda
Elias Uzamukunda est un footballeur international rwandais né le 15 mai 1991 à Kigali. Il évolue au poste d'attaquant avec Le Mans FC depuis l'été 2015.

## Palmarès
- Championnat du Rwanda : 1
  - Champion en 2008-09

- Coupe du Rwanda : 1
  - Vainqueur en 2008